# Comunero (Comuna de París)

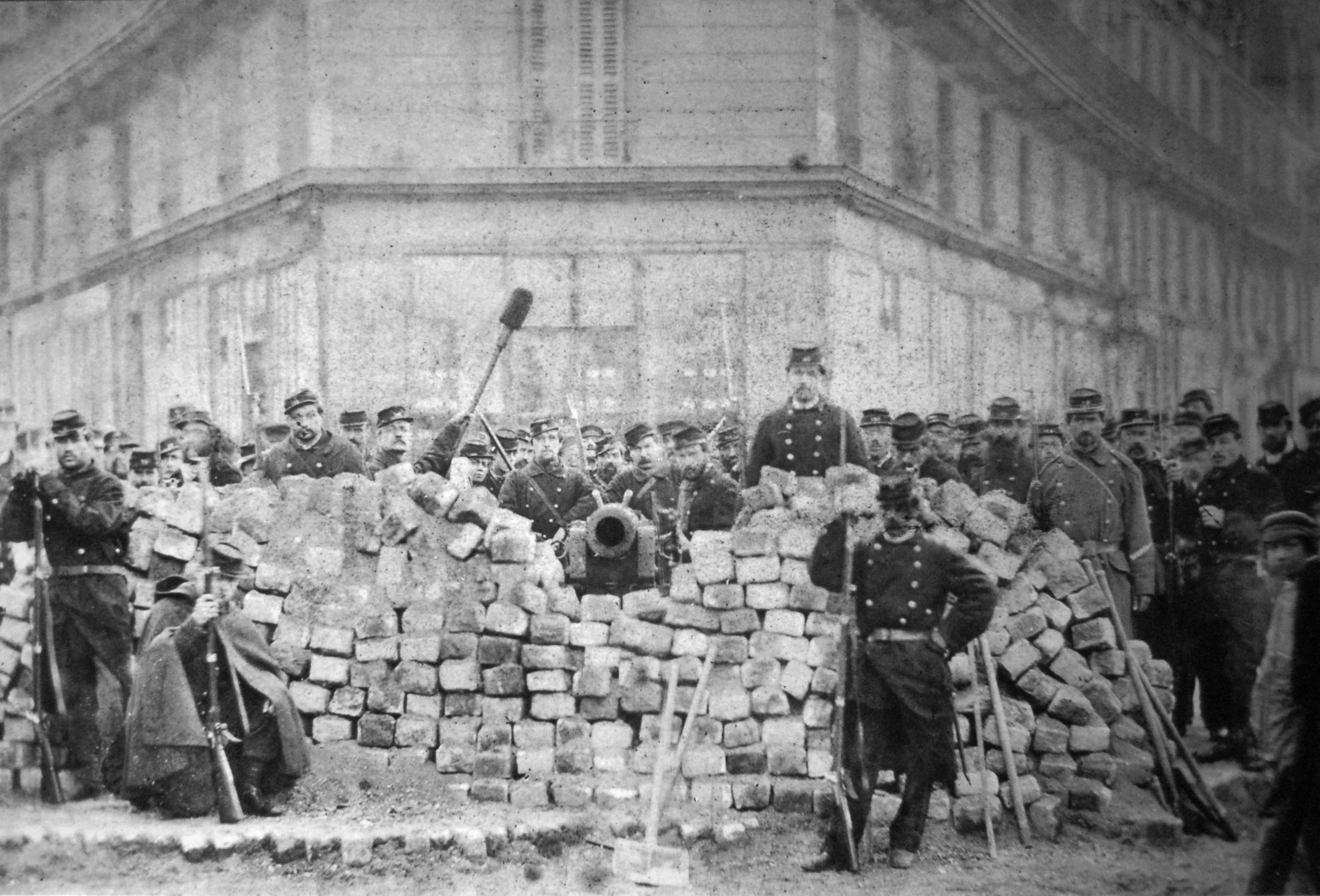
Comuneros en el Boulevard Voltaire.

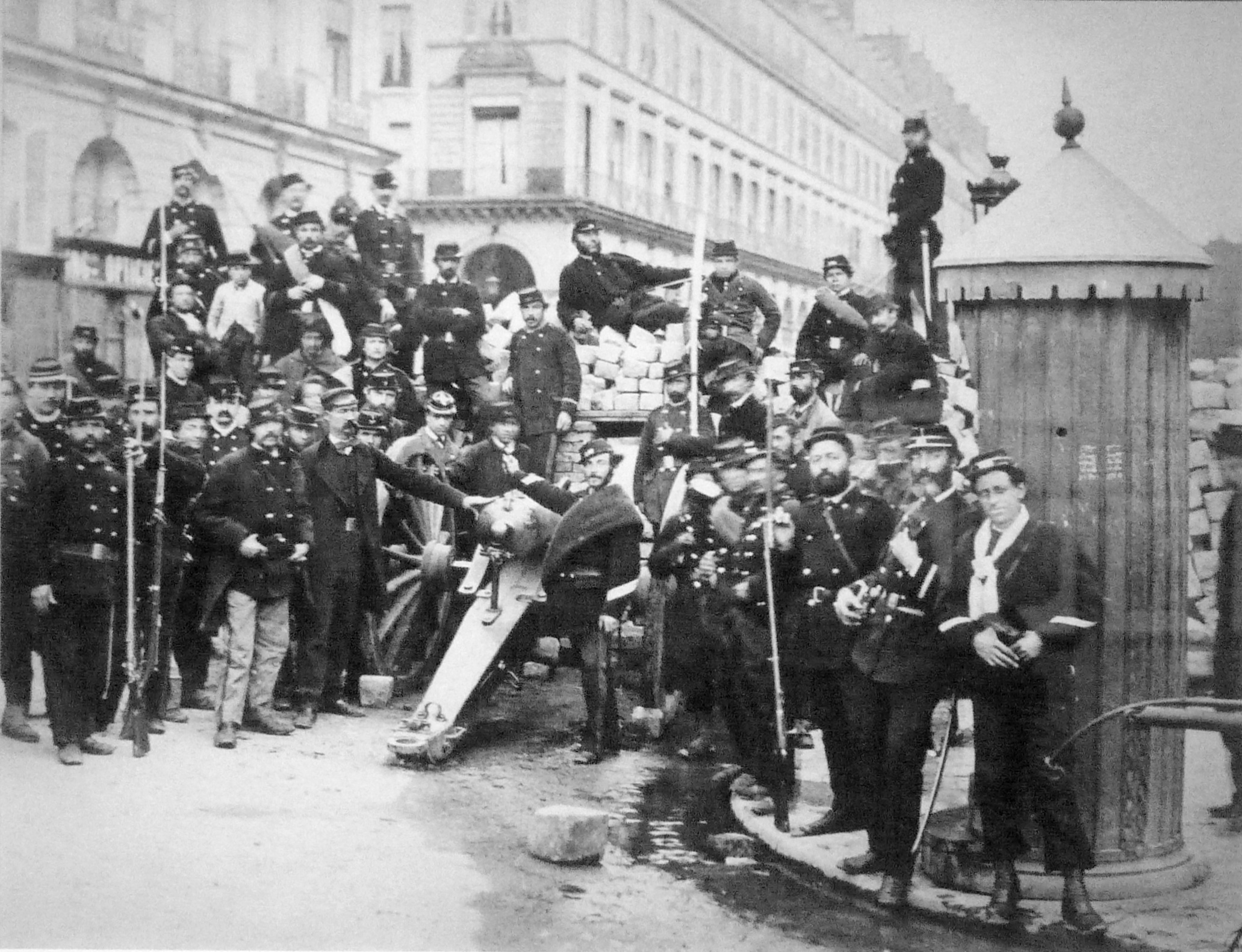
Comuneros en la Rue de Castiglione.

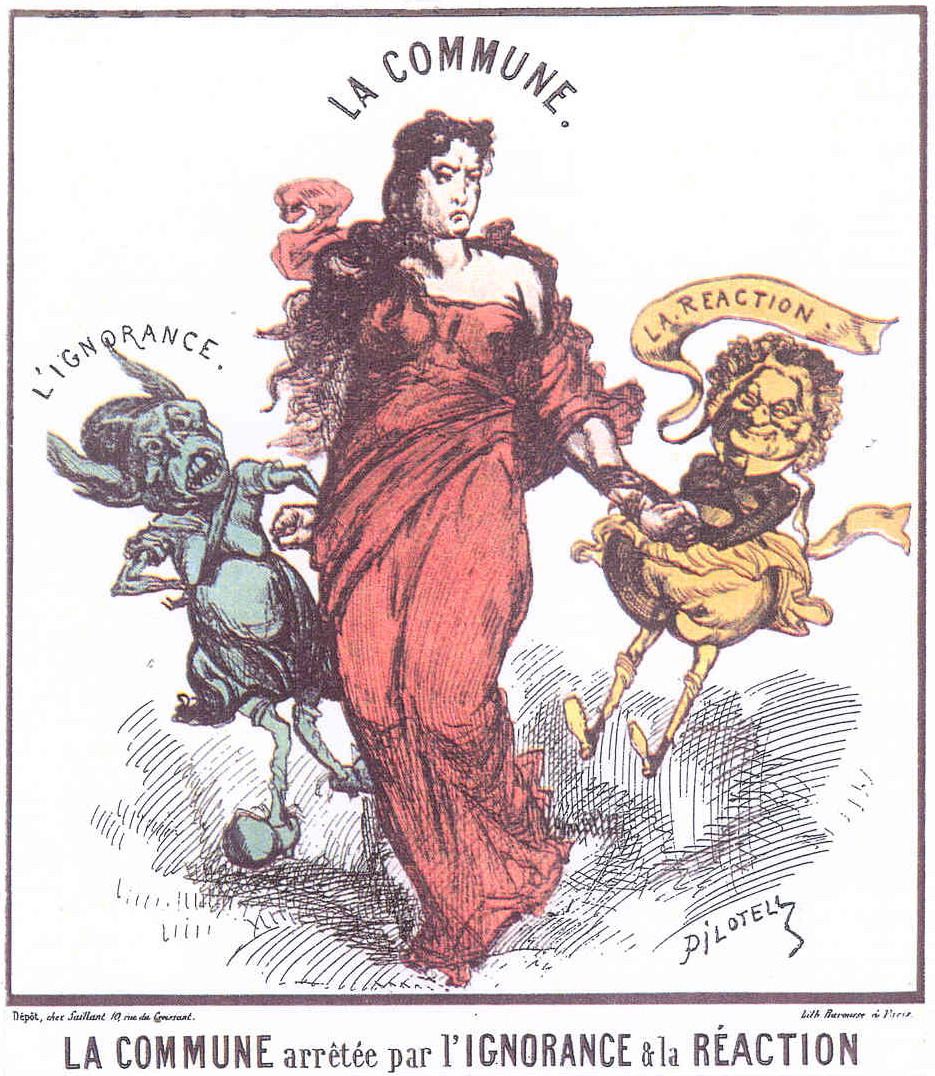
La Comuna arrestada por la Ignorancia y la Reacción.

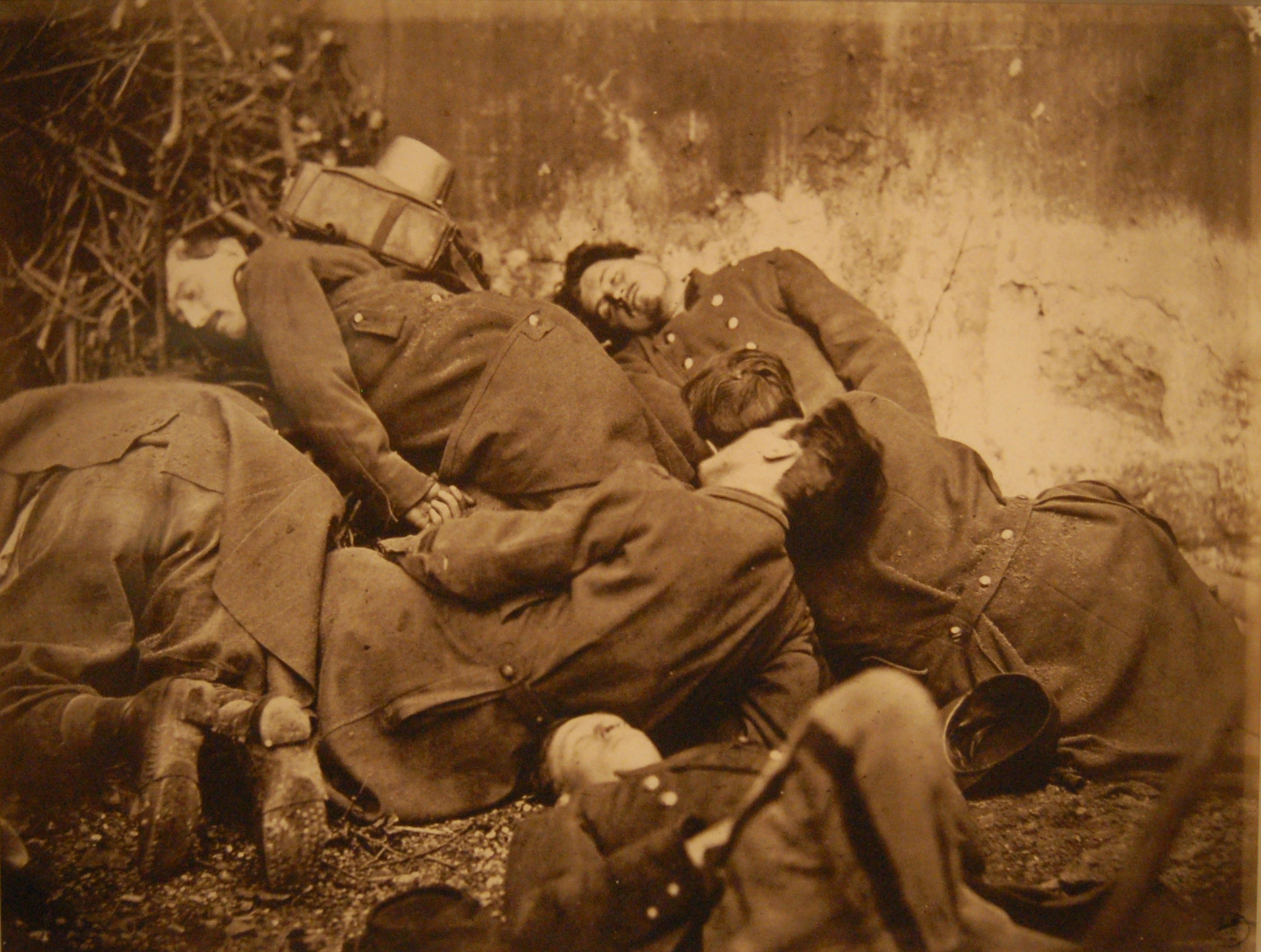
Guardias Nacionales ejecutados.

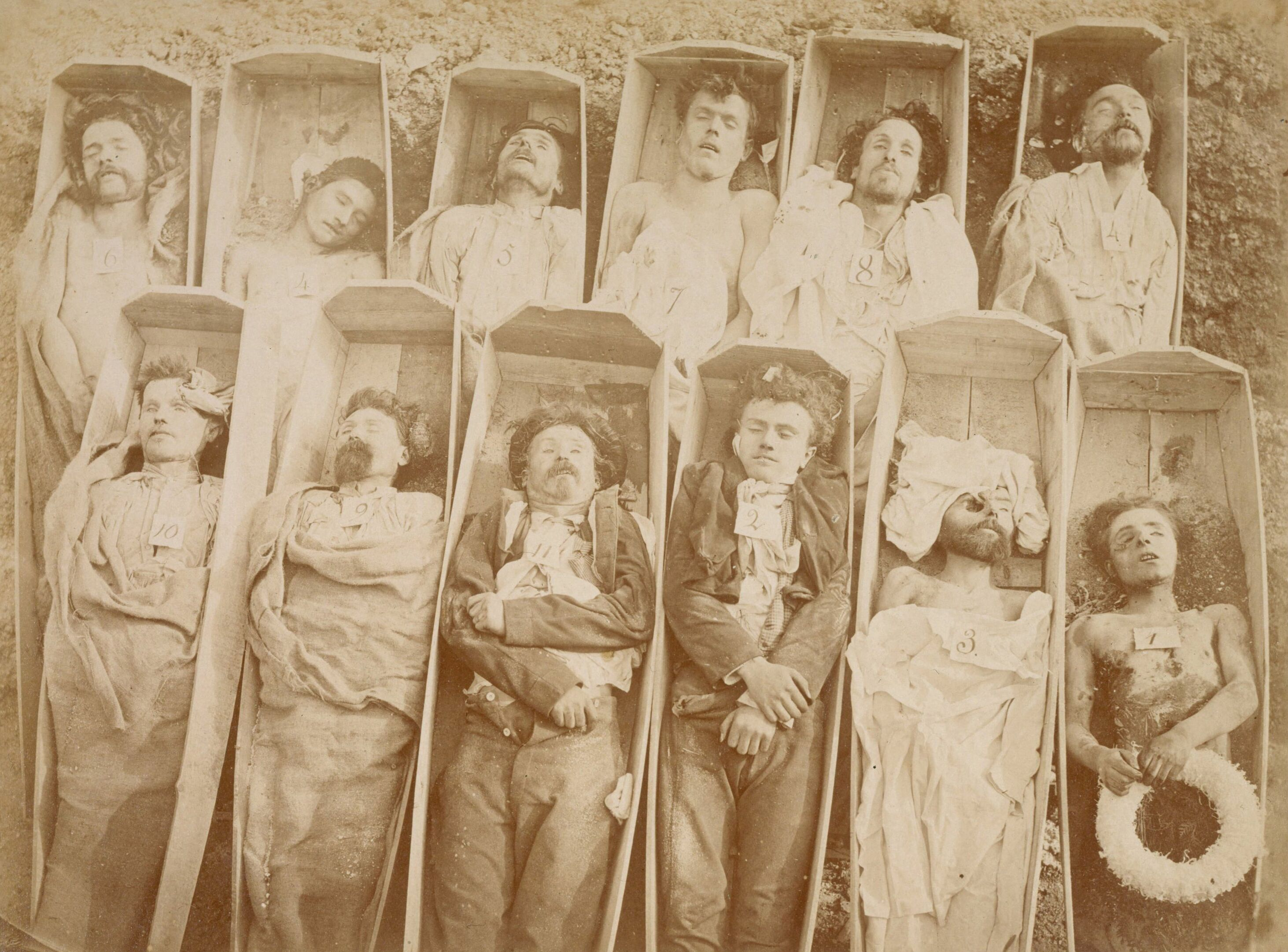
Comuneros muertos en 1871.

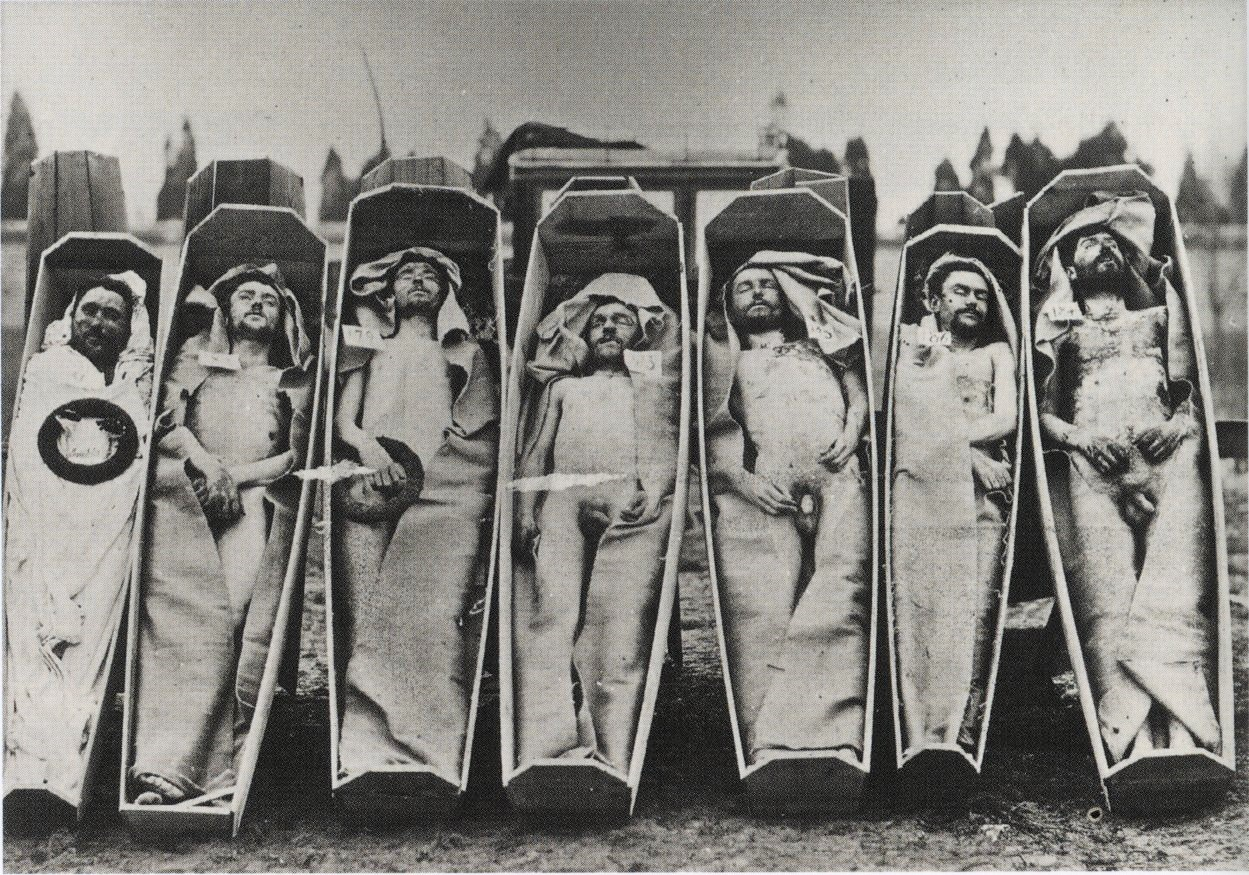
Cadáveres de los Comuneros.

Los comuneros (communards en francés) fueron miembros y simpatizantes de la Comuna de París de 1871, formada después de la derrota francesa en la Guerra franco-prusiana.
Según el historiador Benedict Anderson, después de la guerra miles huyeron al extranjero y 20.000 comuneros fueron ejecutados durante la Semaine Sanglante (Semana Sangrienta), mientras que 7.500 fueron encarcelados o deportados según acuerdos que continuaron vigentes hasta que se dio una amnistía general en la década de 1880; esta acción llevada a cabo por Adolphe Thiers aniquiló el movimiento protocomunista en la Tercera República Francesa (1871-1940). 

## La guerra franco-prusiana y la Comuna de París
La clase obrera de París se sentía ostracizada después de la caída del Segundo Imperio y la Guerra franco-prusiana. Los prusianos sitiaron París en setiembre de 1870, causando malestar ente los parisinos. Los pobres comían gatos o ratas para no morir de hambre. A partir de esta situación surgieron diarios y organizaciones políticas radicales y socialistas. Mientras los prusianos ocupaban París, los grupos socialistas intentaron dos veces derrocar al gobierno provisional.
En enero de 1871, Otto von Bismarck y el ministro francés de asuntos externos Jules Favre, decidieron que debían organizarse elecciones generales en Francia. Adolphe Thiers, que había sido leal al Segundo Imperio, fue elegido jefe de la nueva república monarquista. Durante la guerra, la capital fue mudada de París a Burdeos. Cuando la guerra terminó, el gobierno renunció a mudarse de nuevo a París y en cambio se instaló en Versalles. En la mañana del 18 de marzo, el gobierno instalado en Versalles envió fuerzas militares a París para recoger un lote de cañones y metralleras. El destacamento todavía estaba juntando las municiones cuando los parisinos se despertaron y los soldados no tardaron  en estar rodeados. En el caos que siguió, los soldados mataron a dos de los suyos y al final del día se unieron a los parisinos. Ahora los insurgentes controlaban la ciudad y declararon la formación de un nuevo gobierno llamado Comuna de París, que existió desde el 18 de marzo hasta el 28 de mayo de 1871.
Thiers rehusó negociar con los comuneros, a pesar de los intentos de estos por hacerlo. Mientras el gobierno se preparaba para una batalla, él les hablaba de las "maldades" de los comuneros a los nuevos reclutas. Desde el 21 de mayo y hasta el 28 del mismo mes, los soldados persiguieron por las calles a los miembros de la Guardia Nacional que se habían aliado con los comuneros. Murieron unos 18.000 parisinos, 25.000 fueron encarcelados y miles fueron posteriormente ejecutados. La terrible violencia de la Semana Sangrienta se convirtió en un grito de unión para la clase obrera; más tarde los políticos se jactarían sobre su participación en la Comuna de París.

## Deportación
Después de la Semana Sangrienta, el gobierno solicitó una investigación sobre las causas del levantamiento. La investigación concluyó que la principal causa de la insurrección fue una falta de fe en Dios y que este problema tenía que ser corregido de inmediato. Se decidió que era necesario un avivamiento de la moral y una parte clave de este fue la deportación de 4.500 comuneros a Nueva Caledonia. Esta acción tenía dos metas, ya que el gobierno también esperaba que los comuneros civilizen a los nativos canacos de la isla. Además esperaba que al ser expuestos al orden natural, los comuneros volverían al lado del "bien".
Nueva Caledonia pasó a ser una colonia francesa en 1853, pero diez años después aún tenía solo 350 colonos europeos. Después de 1863, Nueva Caledonia se convirtió en el principal destino de prisioneros transportados desde Francia, luego que la Guyana Francesa fue considerada demasiado insalubre para las personas de origen europeo. Por lo tanto, los prisioneros franceses fueron la mayor cantidad de nuevos residentes. Durante el período más álgido de la deportación, se estimó que había 50.000 personas en la isla. Estas incluían a 30.000 canacos, 2.750 colonos, 3.030 soldados, 4.000 déportés (presos políticos, que incluían a los comuneros), 6.000 transportés (presos comunes) y 1.280 ex presidiarios que habían cumplido sus sentencias pero que aún vivían en la isla. En la isla había cuatro penitenciarías, una de las cuales, Isla de Los Pinos (1870-1880), fue exclusivamente destinada a los comuneros.

## Sentencias
A los déportés se les dio tres tipos de sentencias: deportación simple, deportación a una fortaleza y deportación con trabajos forzados. La sentencia de deportación simple se le aplicó a unos dos tercios de los comuneros. Estas personas fueron enviadas a vivir en pequeñas aldeas en la Isla de Los Pinos. Aquellos sentenciados a deportación a una fortaleza fueron enviados a la península de Ducos. Unos 300 comuneros fueron sentenciados a deportación con trabajos forzados; estos fueron las personas acusadas de crímenes tales como incendio provocado además de sus crímenes políticos. Ellos fueron enviados con los presos comunes en Nouméa. Las sentencias de algunos prisioneros fueron cambiadas por los administradores penales locales, mientras que otras fueron cambiadas por el gobierno francés después de recibir peticiones de clemencia.

## Vida en Nueva Caledonia
El gobierno no entregó a todos los déportés suficientes alimentos, vestimenta o alojamiento. A unos se les asignó habitar en construcciones endebles, pero otros tuvieron que buscar sus propios materiales para construir chabolas. Las herramientas de construcción podían comprarse a la administración. La caza de animales para alimentarse se volvió parte de la rutina diaria. Algunos incluso intercambiaron sus ropas por comida con los canacos. Sin embargo, el vivir en la isla no era todo privaciones. Quienes vivían en la isla de Los Pinos y en la península de Ducos tenían libertad de movimiento, permitiéndoles vivir donde quisieran, nadar y pescar a voluntad. Ellos vivían en sencillas chabolas de madera que formaban pequeñas comunidades, las cuales habían sido ideadas para autogestionarse.
Aquellos sentenciados a trabajos forzados sufrieron con frecuencia de abusos por parte de sus carceleros. Usualmente eran maltratados en prisión, con azotes y aplastapulgares como castigos comunes para infracciones menores.
La Asamblea Nacional aprobó una legislación que ofrecía libertad de viajar a Nueva Caledonia a las esposas e hijos de los déportés. También les dio a las esposas un mayor derecho de propiedad que el que tenían en Francia, dándoles la mitad de los derechos de propiedad sobre cualquier bien entregado a sus esposos. Mediante esta legislación, para 1877 se reunieron 174 familias que formaban un total de 601 personas.

## Escape
El período relativamente tranquilo de la deportación terminó cuando seis déportés escaparon exitosamente de la península de Ducos en 1874. François Jourde fue el principal planificador del escape, que desarrolló mientras vivía en el puerto de Nouméa. Él se ganó la confianza de un capitán mercante, John Law, al que se le pagó por su participación. Los fugitivos, que incluían a Jourde, Henri Rochefort, Paschal Grousset, Olivier Pain, Achille Ballière, y Bastien Grandhille, abordaron el barco durante la noche y se ocultaron en la bodega de éste hasta que zarpó del puerto. Law los dejó en Sídney, Australia, donde se juntaron multitudes para verlos. Los relatos de su escape y de las estrictas condiciones en las que vivieron fueron publicados en periódicos de Australia, Estados Unidos y Europa. Mientras que los fugados trataban de mostrar a la opinión pública las condiciones de vida de quienes aún estaban en la isla, los déportés tuvieron que soportar las repercusiones del escape. El nuevo reglamento prohibía a los prisioneros acercarse al mar sin permiso, tenían que pasar lista a diario y no podían entrar a la jungla, incluso para recoger leña.

## Relaciones con los canacos

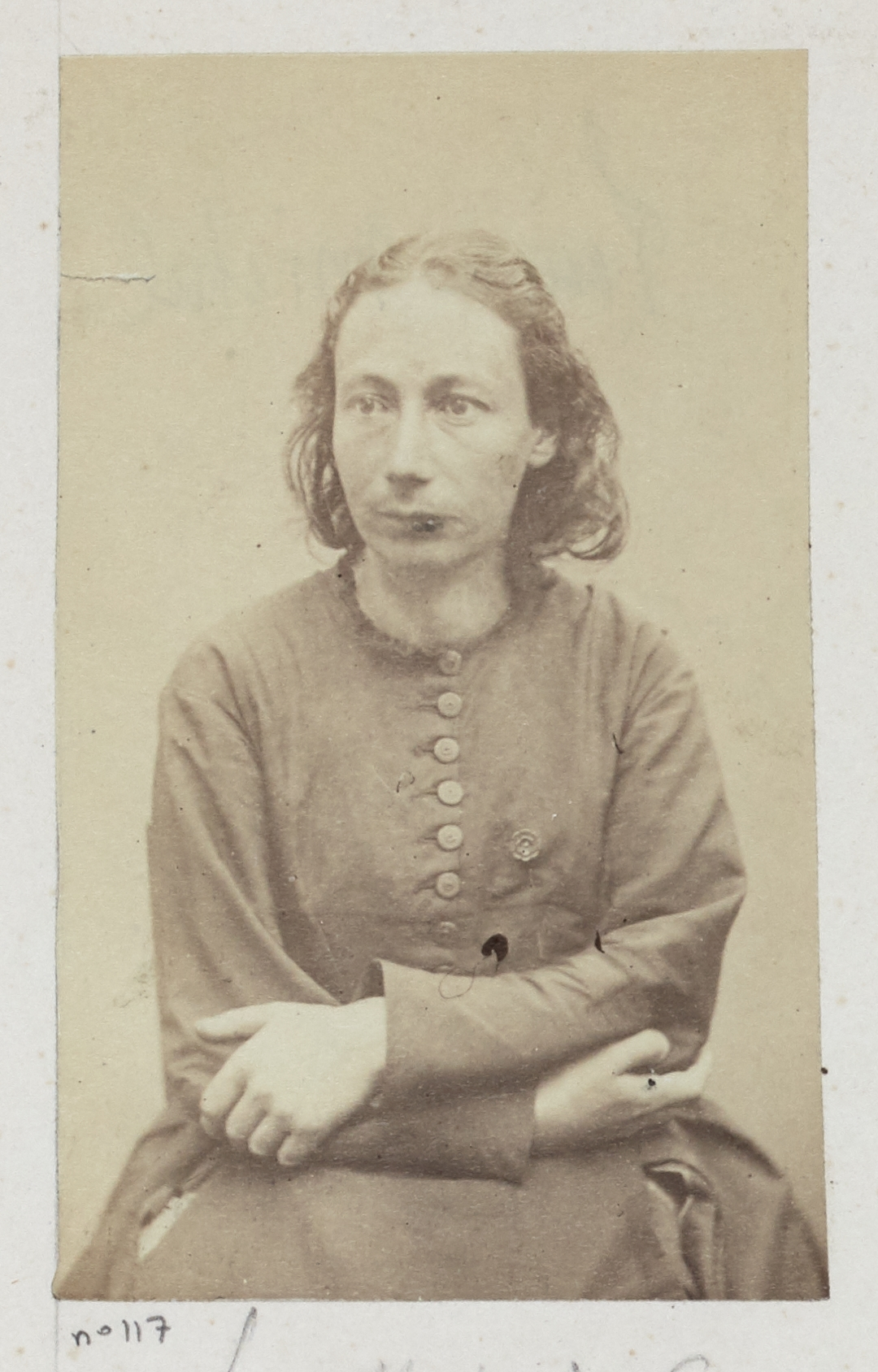
Louise Michel.

Hay ejemplos bien documentados de amistad entre los comuneros y los canacos. Achille Ballière y sus amigos visitaban a los canacos en sus hogares, compartiendo alimentos con ellos y jugando con sus hijos. En los primeros años de la deportación, al menos tuvieron lugar dos matrimonios entre los canacos y los comuneros. Sin embargo, la separación de los grupos aplicada después de las fugas de 1874 evitó la formación de más relaciones similares. Durante los ocho meses que duró la insurrección canaca de 1878, los comuneros se solidarizaron con su causa en la presa local. Pero esta solidaridad no duró mucho, ya que las ideas sobre diferencias raciales se impusieron rápidamente.
Louise Michel tomó a los jóvenes canacos como modelo e inspiración, ofreciéndoles apoyo moral cuando se unieron a la insurrección de 1878. Ella administró una escuela para los canacos y animó a un teatro local a representar un drama canaco. También esperaba que los logros de los canacos igualen a los logros de los franceses, aunque ella escribió sobre estos en términos muy paternalistas que eran habituales en aquel entonces.

## Comuneros famosos
Henri Rochefort dio una serie de conferencias que fueron publicadas en el New York Herald Tribune mientras estaba en Estados Unidos después de su escape de Nueva Caledonia. Estas fueron muy críticas con el gobierno francés, por negarles la "libertad" a sus ciudadanos. Su novela L’Évadé: roman canaque, publicada en 1884, ayudó a formar la leyenda de la deportación. Esta mostraba una descripción de la deportación y las políticas del gobierno en Nueva Caledonia, que eran muy diferentes a las promovidas por la propaganda gubernamental.
Georges Pilotell (1845-1918) era hijo de un juez, pero se dedicó al arte y se mudó a París en 1862. Como un prolífico caricaturista político, fue encarcelado con frecuencia y se volvió un miembro activo de la Comuna, donde se autonombró ‘Directeur des Beaux Arts’ y más tarde fue nombrado ‘commissaire special’. En 1874 escapó de ser sentenciado a muerte al huir a Londres. Aunque era muy conocido en Francia por sus caricaturas, en Inglaterra se ganó la reputación de diseñador de vestimentas, retratista y diseñador de trajes teatrales. Sus obras están expuestas en la National Portrait Gallery, el Museo Británico y el Museo de Victoria y Alberto.

## Amnistía
Para el verano de 1878, la idea de amnistía para los comuneros se había vuelto un importante tema político en Francia. En enero de 1879, el Primer Ministro, Jules Armand Dufaure, ofreció indultos masivos a los comuneros en un intento por detener las peticiones de amnistía. Los indultos anulaban las sentencias de los comuneros. Sin embargo, esto fue un problema para muchas personas que nunca habían sido sentenciadas, sino solo imputadas. El 16 de enero, el gobierno publicó una lista de los déportés cuyas sentencias habían sido anuladas. A estas personas se les permitió volver a Francia. Sin embargo, más de mil comuneros no fueron incluidos en esta lista. Los hombres que habían sido sentenciados por motivos políticos, o cuyas opiniones políticas eran consideradas demasiado peligrosas, fueron dejados a un lado.
Después del anuncio de los indultos, en Francia muchas personas esperaban una firme declaración de amnistía total. Las peticiones circularon en todos los vecindarios de París para tratar de influenciar al gobierno. Louis Blanc introdujo un proyecto de ley para una amnistía total en la Cámara de Diputados, mientras que Victor Hugo hizo lo mismo en la Cámara de Senadores. La legislación que fue finalmente aprobada aseguró derechos civiles plenos a quienes habían sido sentenciados por motivos políticos y oficialmente puso fin al proceso de los comuneros en tribunales militares. En julio de 1880, el Parlamento finalmente votó por una amnistía total.
Nueve barcos trajeron a los déportés de vuelta a Francia. El primero llegó en agosto de 1879 y el último en julio de 1880. Grandes multitudes recibieron festivamente a los barcos. Se reunieron donaciones monetarias para los comuneros y se llevaron a cabo festivales para recaudar fondos. Un comité de ayuda, encabezado por Louis Blanc y Victor Hugo, planificaron una cena en donde ofrecerían una pequeña cantidad de dinero a todos los asistentes. Se ofrecieron puestos de trabajo, se entregaron chaquetones y se ofreció albergue temporal.

## Consecuencias
Algunos comuneros decidieron no volver a Francia después de haberse asentado con éxito en Nueva Caledonia o adoptar otros países, tales como Australia, como su hogar. Varios comuneros que volvieron se reintegraron a la vida pública, tales como Louise Michel. Sin embargo, a muchos les resultó difícil adaptarse a la libertad. En las calles tenían lugar encuentros entre comuneros y sus antiguos carceleros, a veces resultando en pequeños enfrentamientos. En diciembre de 1879, se formó un comité de investigación sobre las acusaciones de tortura en Nueva Caledonia. La investigación duró dos años, reuniendo los resultados de anteriores investigaciones gubernamentales, más de 40 declaraciones y testimonios ofrecidos al Parlamento por los comuneros. Los relatos del abuso padecido por los comuneros pasaron a ser del dominio público, lo cual ayudó a sanar las relaciones entre los ex prisioneros y el estado.